# Acrotaphus fascipennis
Acrotaphus fascipennis là một loài tò vò trong họ Ichneumonidae.